# Pseudotabanus burnsi
Pseudotabanus burnsi är en tvåvingeart som först beskrevs av M. Josephine Mackerras 1961.  Pseudotabanus burnsi ingår i släktet Pseudotabanus och familjen bromsar. Inga underarter finns listade i Catalogue of Life.